# Anchovissalmler
Der Anchovissalmler (Clupeacharax anchoveoides (Latein, „clupea“ = sardine, Greek, charax)) ist ein Süßwasserfisch aus der Ordnung der Salmlerartigen (Characiformes). Er kommt im tropischen Südamerika im Stromgebiet des oberen Amazonas und im Stromgebiet des Río Paraná vor. Der wissenschaftliche Name der Gattung und das Art-Epitheton wurde wegen der äußeren Ähnlichkeit von Clupeacharax anchoveoides mit Sardinen (Latein: „clupea“ = Sardine) und Anchovis vergeben.

## Merkmale
Der Anchovissalmler wird 6,6 bis 8 Zentimeter lang. Sein Körper ist langgestreckt und hat am Bauch einen Kiel. Das Maul ist mit drei- bis vierspitzigen Zähnen besetzt, wobei Prämaxillare und Dentale die zahntragenden Knochen sind. Der Coracoid, ein Knochen im Schultergürtel, ist gut entwickelt. Die Afterflosse ist lang, wobei ihre vordere Basis vor der kurzen Rückenflosse liegt.
Die Lebensweise des Anchovissalmlers ist bisher unbekannt.